# Karroochloa
Karroochloa es un género  de plantas herbáceas de la familia de las poáceas. Es originario de Sudáfrica.
Algunos autores lo incluyen en los géneros Rytidosperma, Danthonia.

## Etimología
El nombre del género deriva del griego chloé (hierba):  y de la región de Karroo en Sudáfrica. 

## Citología
El número cromosómico básico del género es x =  6, con números cromosómicos somáticos de  2n = 12 y 24., ya que hay especies diploides y una serie poliploide.

## Especies
- Karroochloa curva
- Karroochloa purpurea
- Karroochloa schismoides
- Karroochloa tenella